# Generic array logic
GAL, en förkortning för Generic Array Logic är en av Lattice Semiconductor uppfunnen vidareutveckling av den programmerbara logikkretsen PAL. GAL skiljer sig från en typisk PAL-krets på så vis att den kan raderas och åter programmeras, vilket avsevärt underlättar utvecklingen av prototyper och uppgraderingar av befintliga konstruktioner.